# The Real Ghostbusters (videojuego de 1993)
The Real Ghostbusters (nombre en América), conocido en Europa como Garfield Labyrinth y en Japón como Mickey Mouse IV: Mahō no Labyrinth (ミッキーマウスIV 魔法のラビリンス?  "Mickey Mouse IV: El laberinto mágico") es un videojuego  de acción y puzle desarrollado por Kemco, siendo publicado en 1993. La versión europea está basada en Garfield, las tiras cómicas de Jim Davis y en la serie de animación Garfield y sus amigos, mientras que la versión japonesa está basada en el personaje de Walt Disney Mickey Mouse, siendo la parte de la subserie de dicho personaje dentro de la serie Crazy Castle de Kemco. La versión norteamericana se basa en la serie animada Los auténticos cazafantasmas y contiene diez niveles más que las anteriores encarnaciones.